# Georg Jellinek
Georg Jellinek, né à Leipzig (Saxe) le 16 juin 1851, mort à Heidelberg (Grand-duché de Bade) le 12 janvier 1911, est un juriste d'expression allemande. Considéré, avec Hans Kelsen, comme un des principaux représentants de l'école positiviste autrichienne, il est célèbre pour ses réflexions sur la philosophie du droit et la théorie du droit.
Il est notamment connu dans le monde juridique francophone pour être à l'origine d'une définition de la souveraineté qui serait la faculté de disposer de la "compétence de la compétence" (Kompetenz-Kompetenz). De plus il a inventé de nouveaux termes et concepts juridiques qui l'ont rendu célèbre, tels que la "doctrine des droits publics subjectifs".
Pour Jellinek ces droits permettent de considérer l'être humain comme un individu doté d'une personnalité juridique propre.
Il est également connu pour s'être opposé en 1902 à Emile Boutmy sur les sources idéologiques de la Déclaration des droits de l'homme et du citoyen.

## Famille
Georg Jellinek est le fils aîné d'Adolf Jellinek et de son épouse, Rosalie Bettelheim.
Il est le frère aîné d'Emil Jellinek, diplomate et homme d'affaires, fondateur de la marque automobile Mercedes, et de Max Hermann Jellinek, médiéviste.
Il est le neveu de Hermann Jellinek, écrivain et journaliste, et de Moritz Jellinek, économiste.

## Biographie
En 1867, Georg Jellinek étudie le droit, l'histoire de l'art et la philosophie à l'université de Vienne.
En 1872, il obtient le doctorat (promotion) de philosophie en soutenant, à Leipzig, une thèse (dissertation) intitulée Die sozialethische Bedeutung von Recht, Unrecht und Strafe.
En 1874, il obtient le doctorat de droit à Vienne.
En 1881, il obtient la chaire de professeur (Professur) à Vienne.

## Œuvres

### Traductions françaises
- L'État moderne et son droit - première et deuxième partie Théorie générale de l'État, Paris, édition Panthéon-Assas, 2005, 574 et 592 p., coll. Les Introuvables, traduction de 1911, préface Olivier Jouanjan  (ISBN 291339759X) et  (ISBN 2913397646)
- La Déclaration des droits de l’homme et du citoyen - contribution à l'histoire du droit constitutionnel moderne, trad. de l’allemand par Georges Fardis, préface de M.F. Larnaude, Paris, Fontemoing, 1902, XIII-101 p., coll. Bibliothèque de l'histoire du droit et des institutions, n°15 (édition revue et augmentée de nouvelles notes par l'auteur) [2].